# Benete
Benete – wieś w Słowenii, w gminie Bloke. W 2018 roku liczyła 12 mieszkańców.